# Sleedoorn-orde
De sleedoorn-orde (Prunetalia spinosae) is een orde uit de klasse van doornstruwelen (Rhamno-Prunetea), een groep van plantengemeenschappen die voorkomt op droge, neutrale tot basische bodems, en die gekenmerkt worden door (al dan niet) doornige struiken als eenstijlige meidoorn, sleedoorn en hondsroos.
De orde telt drie onderliggend verbonden.

## Naamgeving en codering
- Engels: Hard wood shrubs forest mantle and related thorn and prickly scrubby communities
- Syntaxoncode voor Nederland (rVvN): r40A

De wetenschappelijke naam Prunetalia spinosae is afgeleid van de botanische naam van een kensoort van deze klasse, de sleedoorn (Prunus spinosa).

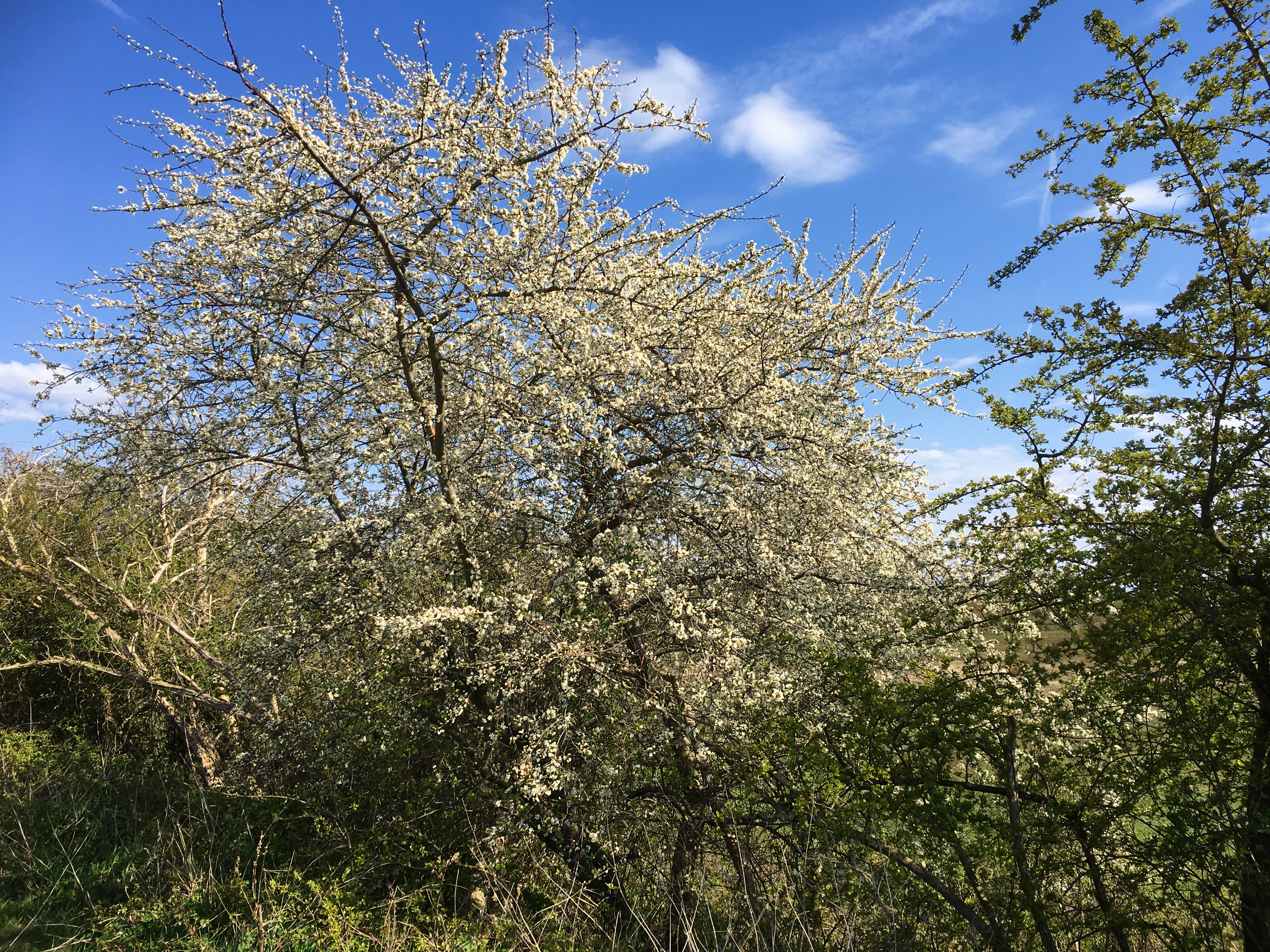
Bloeiende sleedoorn (Prunus spinosa), hier in de associatie van sleedoorn en eenstijlige meidoorn (Pruno-Crataegetum).

## Kenmerken
Voor de kenmerken van deze orde, zie de klasse van doornstruwelen.

## Onderliggende syntaxa in Nederland en Vlaanderen
De sleedoorn-orde wordt in Nederland en Vlaanderen vertegenwoordigd door drie verbonden.
- - verbond van sleedoorn en bramen (Pruno-Rubion sprengelii)
    - associatie van rode kornoelje en fraaie kambraam (Corno sanguineae-Rubetum vestiti)
    - associatie van sleedoorn en rode grondbraam (Pruno spinosae-Rubetum sprengelii)
    - associatie van egelantier en gedraaide koepelbraam (Roso rubiginosae-Rubetum affinis)

  - verbond van sleedoorn en meidoorn (Carpino-Prunion)
    - associatie van sleedoorn en eenstijlige meidoorn (Pruno-Crataegetum)
    - associatie van hondsroos en jeneverbes (Roso-Juniperetum)

  - liguster-verbond (Berberidion vulgaris)
    - associatie van wegedoorn en eenstijlige meidoorn (Rhamno-Crataegetum)
    - associatie van rozen en liguster (Pruno spinosae-Ligustretum)
    - associatie van hazelaar en purperorchis (Orchido-Cornetum)

## Diagnostische taxa voor Nederland en Vlaanderen
De sleedoorn-orde heeft voor Nederland en Vlaanderen geen specifieke kensoorten. Voor een overzicht van de voornaamste ken- en begeleidende soorten van de klasse, zie de klasse van doornstruwelen.

## Fauna
Het faunistisch belang van de vegetatie uit de sleedoorn-orde is groot. De symmorfologie van deze struweelgemeenschappen vormen voor tal van zangvogels belangrijke schuil- en nestplaatsen. In de herfst en winter zijn het ook zeer belangrijke vogelfoerageerplaatsen vanwege de vele steenvruchten die deze struwelen leveren.
Ook voor tal van insecten vormen deze struwelen belangrijke habitats. Een voorbeeld is het zeldzame sleedoornpage.

## Fotogalerij

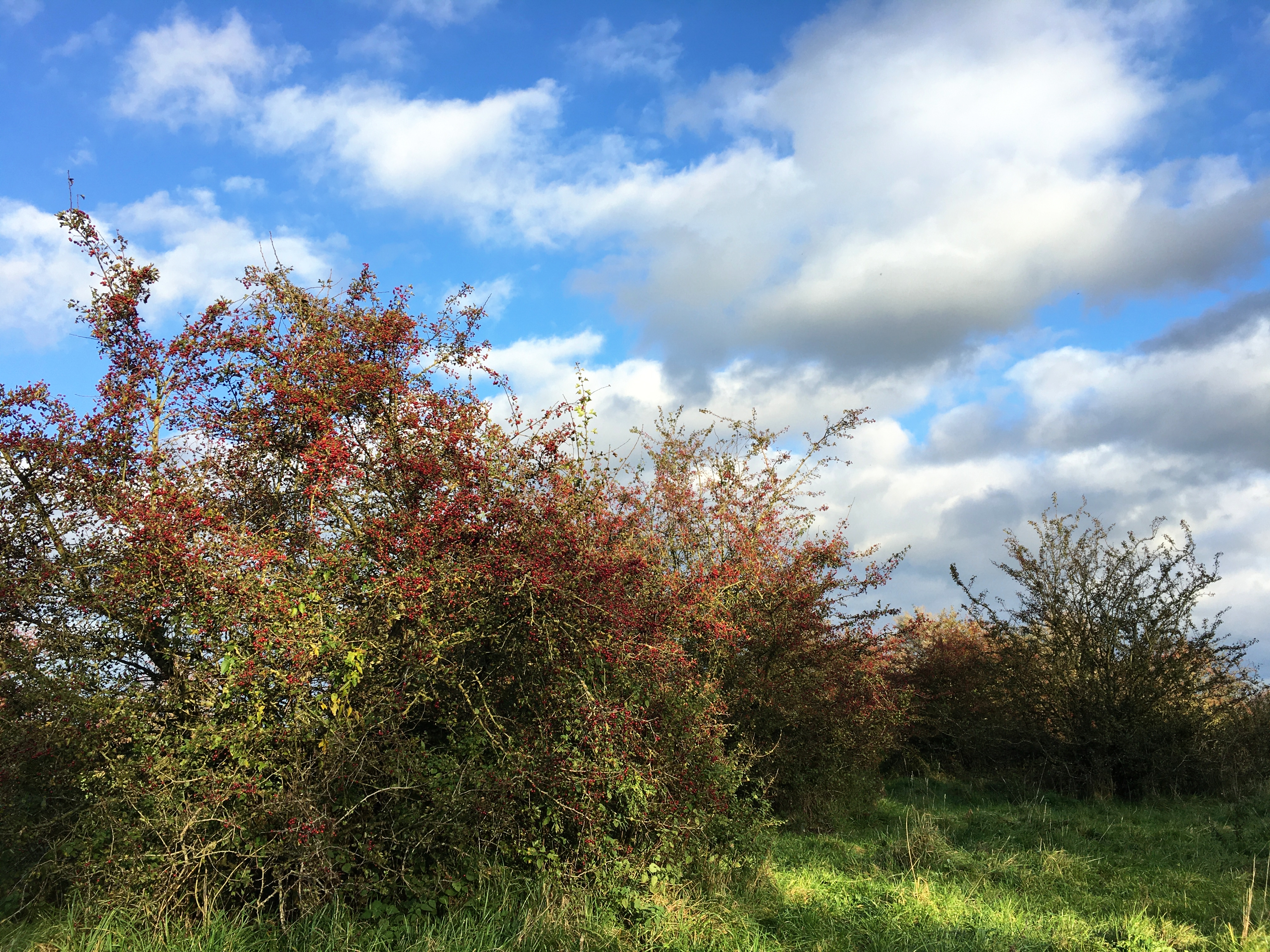
Herfstaspect van de associatie van sleedoorn en eenstijlige meidoorn